# Mikoš Rnjaković
Mikoš Rnjaković (serbisch-kyrillisch Микош Рњаковић; * 20. April 1964 in Belgrad) ist ein ehemaliger jugoslawischer/serbisch-montenegrinischer Radrennfahrer.
Bereits in seiner Zeit als Amateur konnte Mikoš Rnjaković mehrfach die Serbien-Rundfahrt gewinnen, und zwar 1985, 1990, 1991 sowie 1996. Im Jahr 1992 nahm er zwar als unabhängiger Olympiateilnehmer am im olympischen Straßenrennen der Olympischen Sommerspiele in Barcelona teil, konnte das Rennen jedoch nicht beenden.
In der Saison 1997, seiner ersten und einzigen bei den Profis, die er für das italienische Team Kross-Montanari-Selle Italia bestritt, konnte er dann zum ersten Mal jugoslawischer Meister sowohl im Straßenrennen als auch im Einzelzeitfahren werden; dieser Doppelschlag gelang ihm danach nochmals in den Jahren 1999 und 2001. Außerdem konnte er sowohl 1992, 2000 als auch 2001 jugoslawischer Meister im Cyclocross werden sowie 2000 eine Etappe der Jugoslawien-Rundfahrt gewinnen.
Auch in den Jahren 2003 und 2004, inzwischen war die Bundesrepublik Jugoslawien in Serbien und Montenegro umbenannt worden, konnte er sich nochmals die nationalen Meistertitel im Einzelzeitfahren sichern, nunmehr im Alter von 39 respektive 40 Jahren.

## Erfolge
1985
- Gesamtwertung Serbien-Rundfahrt

1990
- Gesamtwertung Serbien-Rundfahrt

1991
- Gesamtwertung Serbien-Rundfahrt

1992
- Jugoslawischer Meister - Cyclocross

1996
- Gesamtwertung Serbien-Rundfahrt

1997
- Jugoslawischer Meister - Straßenrennen
- Jugoslawischer Meister - Einzelzeitfahren

1999
- Jugoslawischer Meister - Straßenrennen
- Jugoslawischer Meister - Einzelzeitfahren

2000
- Jugoslawischer Meister - Cyclocross
- eine Etappe Jugoslawien-Rundfahrt

2001
- Jugoslawischer Meister - Cyclocross
- Jugoslawischer Meister - Straßenrennen
- Jugoslawischer Meister - Einzelzeitfahren

2003
- Serbisch-montenegrinischer Meister - Einzelzeitfahren

2004
- Serbisch-montenegrinischer Meister - Einzelzeitfahren

## Teams
- 1997 Kross-Montanari-Selle Italia